# Салимов, Садых Мамедзаман оглы
Садых Мамедзаман оглы Салимов — советский хозяйственный, государственный и политический деятель.

## Биография
Родился в 1932 году в Баку. Член КПСС с 1957 года.
С 1954 года — на хозяйственной, общественной и политической работе. В 1954—1990 гг. — инструктор ЦК ЛКСМ Азербайджана, инструктор ЦК КП Азербайджана, слушатель Высшей партийной школы при ЦК КПСС, первый секретарь Кубинского РК КП Азербайджана, научный сотрудник Академии государственного управления при Президенте Азербайджанской Республики.
Избирался депутатом Верховного Совета Азербайджанской ССР 8-10-го созывов.
Жил в Азербайджане.